# مقاطعة فستمانلاند
مقاطعة فستمانلاند (بالسويدية: Västmanland County) هي محافظات السويد تقع في السويد في السويد.[بحاجة لمصدر] يقدر عدد سكانها ب252،819 نسمة ومساحتها 5,145.8 كم2 .